# Pajsijević
Pajsijević (cyr. Пајсијевић) – wieś w Serbii, w okręgu szumadijskim, w gminie Knić. W 2011 roku liczyła 461 mieszkańców.